# Montes Torozos

Montes Torosos (en jaune).

Montes Torosos (en espagnol : Montes Torozos) est une région historique et un district (comarque) en Espagne, situé dans la province de Valladolid.
Montes Torosos est située au nord-ouest de la province de Valladolid et au sud-ouest de la province de Palencia, en Espagne, et occupe une superficie d'environ 2 000 km2. 

## Géographie
Montes-Toroso est constituée d'une lande élevée sur les vallées environnantes, au sud de la rivière Pisuerga, à l'est du Carrión et la Tierra de Campos au nord. La région commence au sud-ouest de Palencia et se termine aux alentours de Tiedra. La partie nord-ouest se rétrécit nettement et s'élargit ensuite vers la moitié.

## Population
Montes-Toroso est occupée par de petits villages agricoles dont la population se consacre essentiellement à la culture de céréales et de la vigne.

## Municipalités

Montes Torozos
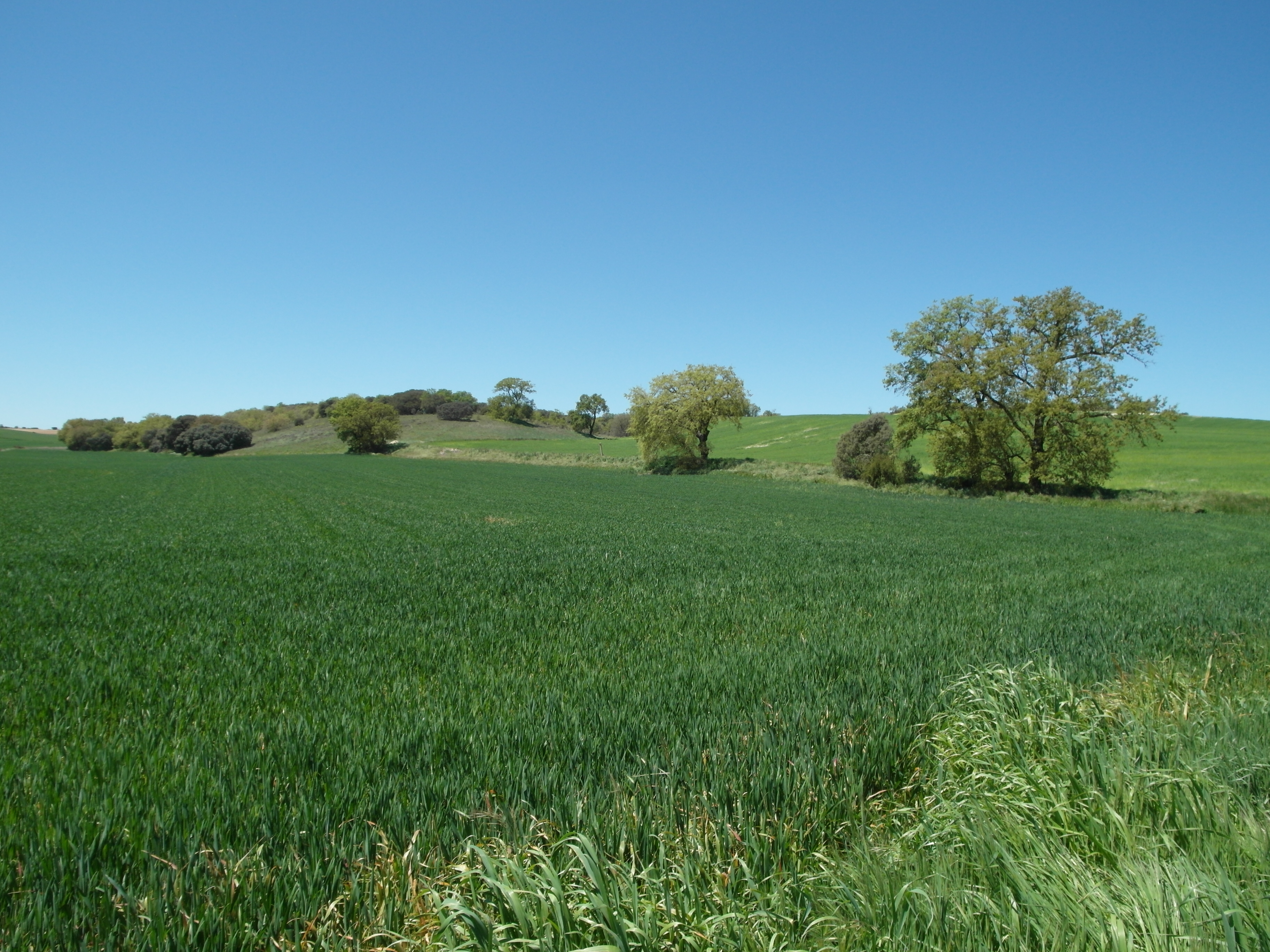
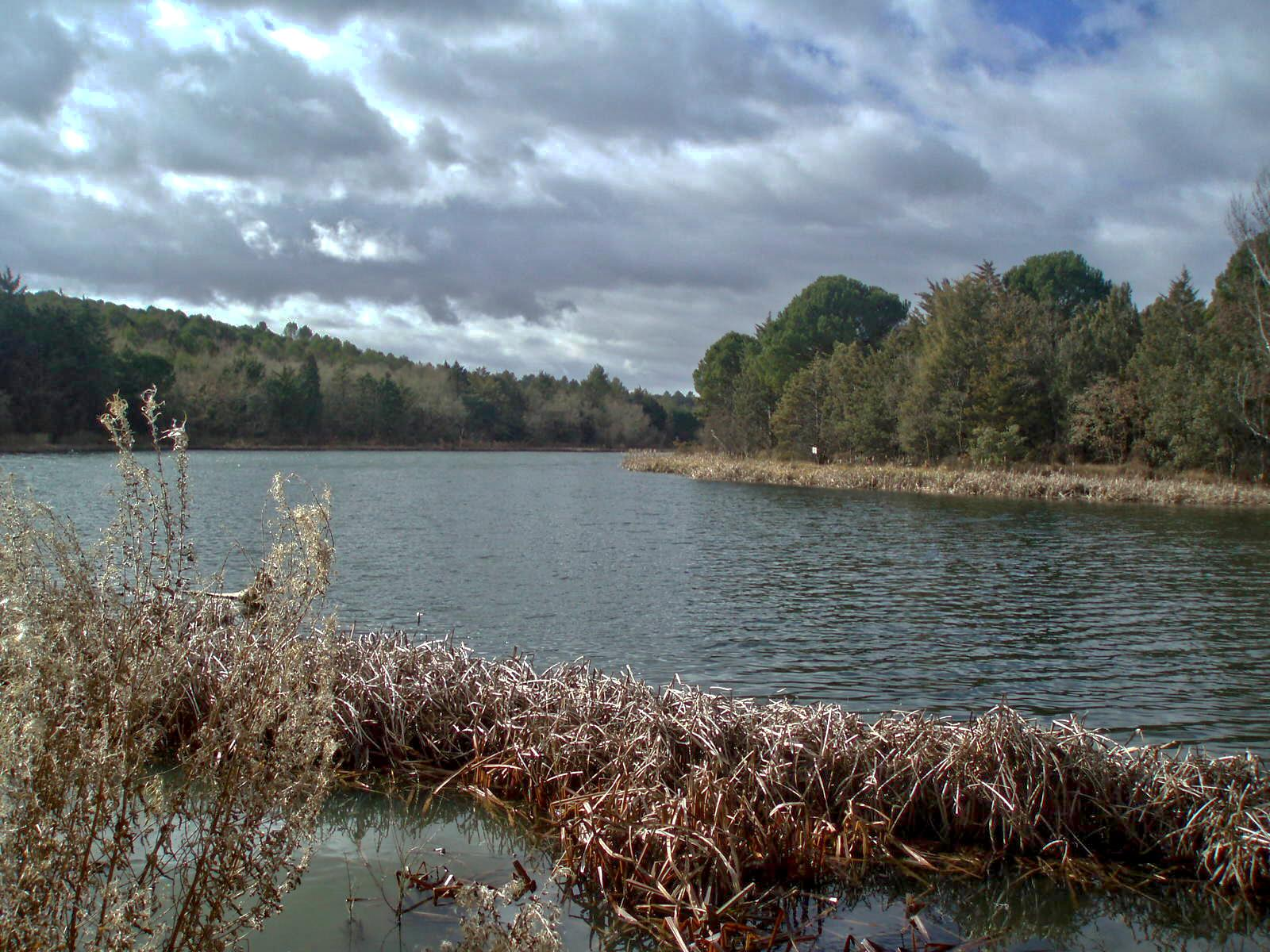
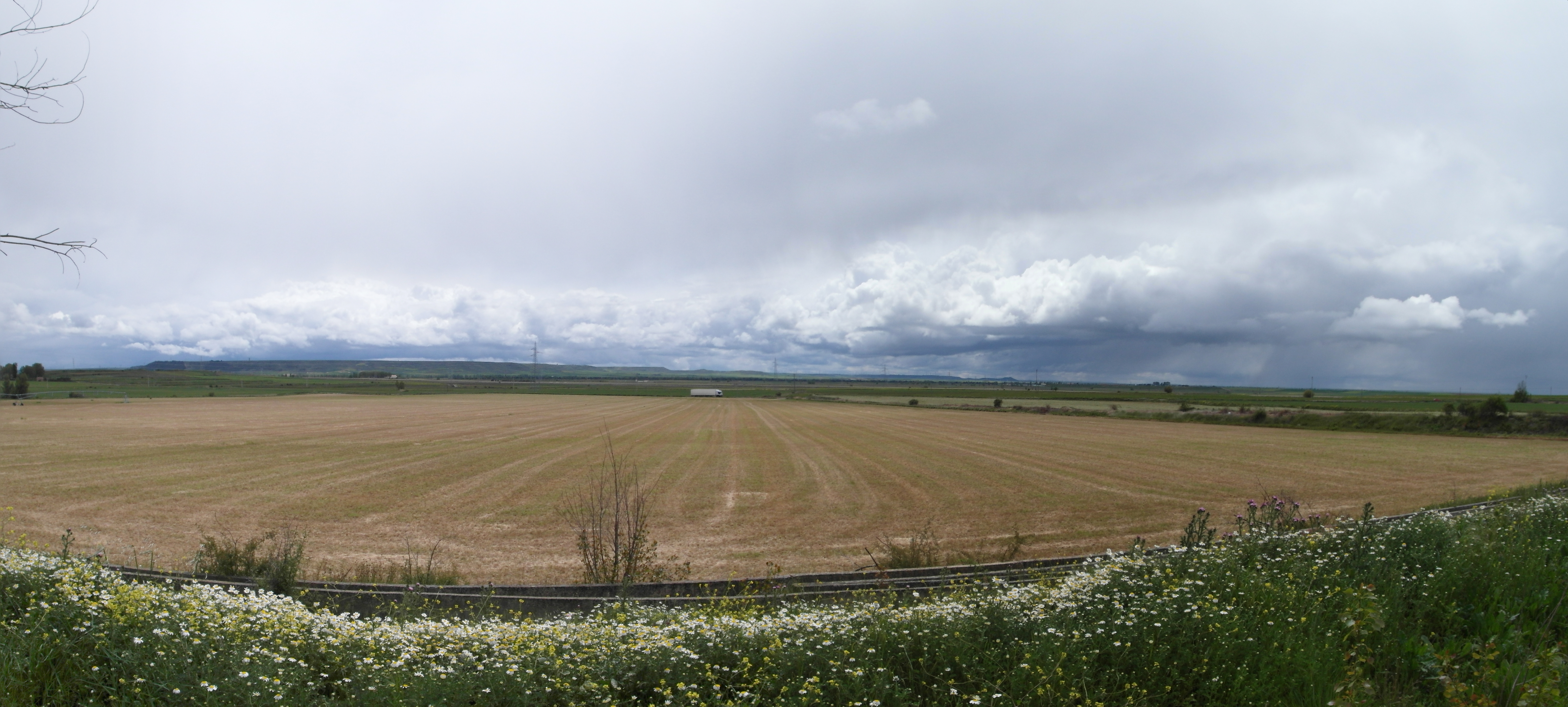

1. Adalia
2. Barruelo del Valle
3. Wamba
4. Villalba de los Alcores
5. Villanubla
6. Gallegos de Hornija
7. Castromonte
8. San Pedro de Latarce
9. San Pelayo
10. San Salvador
11. Torrelobatón
12. Torrecilla de la Torre
13. Fuensaldaña

- Montes Torozos